# 近藤公園
近藤 公園（こんどう こうえん、本名：近藤 和義、1978年10月11日 - ）は、日本の俳優。大人計画所属。愛知県出身。身長169cm、血液型O型。

## 人物・来歴
愛知県立西尾高等学校時代は水泳部に所属し、水球に熱中する。また、バンドを組んでライブハウスや文化祭で演奏していたが、人前で表現することに興味を覚え、役所広司が好きだったことから高校卒業後は演技を学ぶために大学に進む。
大学1年生の時に松尾スズキが開催するワークショップに参加。大学は中退し、1998年、大人計画に入団し本名で演出助手として活動を開始。2000年に『キレイ-神様と待ち合わせた女-』で初舞台を踏む。「公園」という響きの良さと、コーエン兄弟の映画が好きだったので近藤公園という芸名に決めた。
2001年、元水泳部という経歴から、事務所の社長が映画『ウォーターボーイズ』のオーディション話をもってくる。水球で特訓した「巻き足」も役に立ち、主要メンバーの1人に抜擢されてスクリーンデビュー。以降、個性的な役柄をこなして活躍。
『隠し剣 鬼の爪』以降、山田洋次作品に6作品出演している（2016年2月現在）。

## 出演

### テレビドラマ
- 死体生活（2000年、日本テレビ）
- 金曜エンタテイメント ミスDJ〜殺しのリクエスト（2001年、フジテレビ）
- 別れさせ屋 第8話（2001年、日本テレビ）
- 仮面ライダーアギト 第1話 - 第2話（2001年、テレビ朝日） - 岡田 役
- 連続テレビ小説（NHK総合）
  - ちゅらさん 第94話（2001年） - 野村 役
  - 風のハルカ（2005年 - 2006年） - 浜口佑介 役
  - らんまん（2023年8月24日 - ） - 恩田忠教 役
- shin-D 六本木野獣会 第2 - 4話（2001年、日本テレビ）
- D-TODAY 第3話 OLポリス3（2001年、日本テレビ）
- スタアの恋 第7話（2001年、フジテレビ） - 坂田 役
- 狂った果実2002（2002年、TBS） - 沢木康人 役
- ホーム&アウェイ 第7話（2002年、フジテレビ）
- あかね空（2003年、テレビ愛知） - 吾郎 役
- 女と愛とミステリー 内田康夫サスペンス　和泉教授夫妻シリーズ3　夏泊殺人岬（2003年、テレビ東京） - 秀山 役
- 太閤記 サルと呼ばれた男（2003年、フジテレビ） - 是枝兵衛 役
- 劇団演技者。 勝手にノスタルジー（2004年、フジテレビ） - 菊川コージ 役
  - 劇団演技者。冬のユリゲラー（2005年） - 三宅 役
- 子連れ狼（2004年、テレビ朝日） - 結城彦一郎 役
- 科捜研の女（テレビ朝日）
  - 第5シリーズ（新・科捜研の女）第8話（2004年6月3日） - 影山隆一 役
  - 第13シリーズ 第10話（2013年1月23日） - 寺田幸人 役
- 相棒（テレビ朝日）
  - season3 第14話「薔薇と口紅」（2005年2月16日） - 江川良治 役
  - season4 第6話「殺人ヒーター」（2005年11月16日） - 浅野仁志 役
  - season6 第15話「20世紀からの復讐」（2008年2月13日） - 佐藤和彦 役
  - season14 第3話「死に神」（2015年10月28日） - 中村隼 役
- 金曜エンタテイメント特別企画 踊る!親分探偵（2005年、フジテレビ） - 多賀真一郎 役
- 女刑事みずき〜京都洛西署物語〜 1st SEASON 最終話（2005年12月15日、テレビ朝日） - 黒井敦 役
- 警視庁捜査一課9係（テレビ朝日）
  - Season1 第5話（2006年5月17日） - 松宮浩一郎 役
  - 第4シリーズ（新・警視庁捜査一課9係）第9話（2009年9月2日） - 森川智行 役
- のだめカンタービレ（2006年、フジテレビ） - 玉木圭司 役
  - のだめカンタービレ in ヨーロッパ（2008年）
- Good Job～グッジョブ（2007年、NHK総合） - 川相幸長 役
- 喰いタン2（2007年、日本テレビ） - 長瀬ケイゾウ 役
- 死ぬかと思った 第5話（2007年、日本テレビ） - 宇都宮晴彦 役
- ファイブ（2008年、NHK総合 正月ドラマ） - 赤城ヘッドコーチ 役
- エジソンの母 第4話（2008年、TBS） - 野中 役
- 水曜ミステリー9（テレビ東京）
  - 指紋捜査官・塚原宇平の神業3（2008年） - 川村亮一 役
  - 嫌われ監察官 音無一六スペシャル（2017年1月18日） - 島岡正 役
- あの日、僕らの命はトイレットペーパーよりも軽かった（2008年、日本テレビ） - 小原庄助 役
- 我はゴッホになる! 〜愛を彫った男・棟方志功とその妻〜（2008年、フジテレビ） - 加藤 役
- 土曜ワイド劇場（テレビ朝日）
  - 東京駅お忘れ物預り所（2008年） - 西口武志 役
  - 森村誠一の終着駅シリーズ（2010年7月31日） - 軍司弘之 役
  - タクシードライバーの推理日誌（2012年12月8日） - 入間隆平 役
  - ホゴカン 熱血保護司・村雨晃司の事件簿（2013年8月31日） - 津山秋人 役
  - セイアン〜生活安全特捜隊（2014年11月29日） - 小西賢二 役
  - 事件16（2015年5月30日） - 牧野春樹 役
- ジャッジ 〜島の裁判官奮闘記〜 第2シリーズ（2008年、NHK総合） - 成瀬判事補 役
- 銭ゲバ 第1話・第8話（2009年1月17日、2009年3月7日、日本テレビ） - 荻野宏 役
- おひとりさま 第6話・第8話（2009年11月20日・12月4日、TBS） - 田中 役
- 曲げられない女 第2話（2010年1月20日、日本テレビ） - 仲野貴一 役
- ドラマスペシャル 樅ノ木は残った（2010年2月20日、テレビ朝日）
- 土曜ドラマ（NHK総合）
  - チェイス〜国税査察官〜（2010年4月 - 5月） - 大島俊作 役
  - TAROの塔（2011年2月 - 4月） - 倉田清作 役
- ドラマスペシャル 警視庁取調官　落としの金七事件簿（2010年5月29日、テレビ朝日）
- 水戸黄門 第42部 第3話「その縁談一肌脱ぎます-上田-」（2010年10月25日、TBS） - 清治郎 役
- ホンボシ〜心理特捜事件簿〜 最終話・第1部（2011年3月10日、テレビ朝日） - 矢野大介 役
- 遺留捜査（テレビ朝日）
  - 第1シリーズ 第6話（2011年5月18日） - 市村俊哉 役
  - 第4シリーズ 第2話（2017年7月20日） - 赤木一雄 役
- 蜜の味〜A Taste Of Honey〜（2011年10月 - 12月、フジテレビ） - 蓑屋進 役
- 東野圭吾ミステリーズ 第8話「小さな故意の物語」（2012年8月30日、フジテレビ） - 井本五郎 役
- 金曜プレステージ 松本清張没後20年特別企画・疑惑（2012年11月9日、フジテレビ） - 白河一也 役
- あぽやん〜走る国際空港 第4話（2013年2月7日、TBS） - サトウカズオ 役
- ガリレオXX 内海薫最後の事件 愚弄ぶ（2013年6月22日、フジテレビ） - 瀧山充幸 役
- リーガルハイ 第7話（2013年11月20日、フジテレビ） - 穂積孝 役
- 花咲くあした（2014年1月 - 2月、NHK BSプレミアム） - 新島淳史 役
- 僕のいた時間 第2話 - 第6話（2014年1月15日 - 2月12日、フジテレビ） - 宮下 役
- 東京スカーレット〜警視庁NS係（2014年7月 - 9月、TBS） - 荒木田満 役
- 玉川区役所 OF THE DEAD（2014年10月 - 12月、テレビ東京） - 佐々木尚宏 役
- ドS刑事 第4話（2015年5月2日、日本テレビ） - 犬塚優一 役
- 刑事7人 第1シリーズ 第6話（2015年8月19日、テレビ朝日） - 西沢淳一 役
  - season7 第5話 (2021年9月1日 テレビ朝日) - 西園寺大輔 役
- 下町ロケット 第5話（2015年11月15日、TBS） - 近田 役
- わたしのウチには、なんにもない。（2016年2月 - 3月、NHK BSプレミアム） - つとむくん 役[6]
- ナオミとカナコ 第4話 - 第9話（2016年2月4日 - 3月10日、フジテレビ） - 山本芳樹 役
- 植物男子ベランダーSEASON3 第5話（2016年6月2日、NHK BSプレミアム） - 佐々木幹夫 役
- A LIFE〜愛しき人〜 第2話（2017年1月22日、TBS） - 森本達也 役
- 櫻子さんの足下には死体が埋まっている（2017年4月23日 - 6月25日、フジテレビ） - 谷上和裕 役[7]
- 奥様は、取り扱い注意 第1話（2017年10月4日、日本テレビ） - 水上喬史 役[8]
- コウノドリ 第10話（2017年12月15日、TBS） - 辻信英 役[9]
- 家政夫のミタゾノ 第2シリーズ 第2話（2018年4月27日、テレビ朝日） - 矢吹研一 役[10]
- コンフィデンスマンJP 第4話（2018年4月30日、フジテレビ） - 宮下正也 役[11]
- 世にも奇妙な物語'18春の特別編「不倫警察」（2018年5月12日、フジテレビ） - 二宮純一 役[12]
- 正義のセ 第7話（2018年5月23日、日本テレビ） - 小峰雄一 役[13]
- 絶対零度〜未然犯罪潜入捜査〜 第5話（2018年8月6日、フジテレビ） - 川上邦明 役[14]
- 満願 第1夜「万灯」（2018年8月14日、NHK総合） - 森下聖司 役[15]
- ヒモメン 第6話（2018年9月1日、テレビ朝日） - 大沢幸博 役[16]
- グッド・ドクター 最終話（2018年9月13日、フジテレビ）[17] - 吉本浩一郎 役
- 獣になれない私たち（2018年10月10日 - 12月12日、日本テレビ） - 佐久間久作 役[18]
- 孤高のメス（2019年1月13日 - 3月3日、WOWOW） - 三郷洋一 役[19]
- 大河ドラマ いだてん〜東京オリムピック噺〜 第1話、第3話 - 第5話、第8話・第14話（2019年1月6日、1月20日 - 2月3日、2月24日・4月14日、NHK総合） - 中沢臨川 役[20]
- デジタル・タトゥー 第1話、第4話・最終話（2019年5月18日、6月8日・15日、NHK総合） - 緒方智紀 役
- 特捜9 season2 第7話（2019年5月29日、テレビ朝日） - 皆川卓也 役
- TWO WEEKS（2019年7月16日 - 9月17日、関西テレビ・フジテレビ） - 角田智一 役
- 孤独のグルメ Season8 第9話（2019年11月30日、テレビ東京） - 下倉 役
- 病室で念仏を唱えないでください 第7話 - 第9話（2020年2月28日 - 3月13日、TBS） - リチャード・ポー 役[21]
- 刑事ゼロ スペシャル（2020年6月7日、テレビ朝日） - 中務宏臣 役
- 私の家政夫ナギサさん 第7話・第8話（2020年8月18日・25日、TBS） - 鍋島彰 役
- アンサング・シンデレラ 病院薬剤師の処方箋 第10話（2020年9月17日、フジテレビ） - 丸岡はじめ 役[22]
- DIVER-特殊潜入班- 第3話（2020年10月6日、関西テレビ・フジテレビ） - 丸山栄二 役
- 松尾スズキと30分の女優（2021年3月、WOWOWプライム）
  - 松尾スズキと30分の女優2（2022年3月、WOWOWプライム）
- おしい刑事 第2シリーズ 第7話（2021年4月18日） - 林俊之 役
- 東京放置食堂 第1話  (2021年9月16日、テレビ東京) - 水科繁 役
- 愛しい嘘〜優しい闇〜 第5話（2022年2月11日、テレビ朝日） - 田村誠志 役
- ペットドクター花咲万太郎の事件カルテ（2022年3月26日、BS-TBS） - 米村豊 役
  - ペットドクター花咲万太郎の事件カルテ2〜お隣さんは殺人犯!?〜（2023年12月29日）
- 正直不動産 第8話（2022年5月24日、NHK総合）- 酒井富雄 役
- 教祖のムスメ（2022年6月2日 - 、テレビ神奈川 他毎日放送） - 下山夏樹 役
- 月曜プレミア8 再雇用警察官4（2022年7月4日、テレビ東京） - 三好智也 役
- 六本木クラス（2022年7月7日 - 、テレビ朝日） - 桜木幸雄 役[23]
- 特集ドラマ「二十四の瞳」（2022年8月8日、NHK BSプレミアム・BS4K） - 折口先生 役
- エルピス-希望、あるいは災い-（2022年10月24日 - 12月26日、関西テレビ・フジテレビ） - 名越公平 役[24]
- 我らがパラダイス（2023年1月8日- 3月12日、NHK BSプレミアム・BS4K）- 田代慎一 役[25]
- 闇バイト家族 第1話（2024年1月6日、テレビ東京） - 財前幸四郎 役[26]
- 厨房のありす 第2話・最終話（2024年1月28日・3月24日、日本テレビ） - 白石敬 役
- Believe-君にかける橋-（2024年4月25日 - 6月20日、テレビ朝日） - 石原進 役[27]
- アンチヒーロー 第6話・第7話（2024年5月19日・26日、TBS） - 品川 役[28][29]
- マウンテンドクター（2024年7月8日 - 9月16日、関西テレビ・フジテレビ） - 掛川康二 役[30]
- まぐだら屋のマリア（2025年3月29日、NHK BSプレミアム4K） -  湯田真 役[31]
- 天久鷹央の推理カルテ 第1話（2025年4月22日、テレビ朝日） - 野瀬智則 役[32]
- 看守の流儀（2025年6月21日、テレビ朝日） - 与崎猛 役[33]

### 映画
- ウォーターボーイズ（2001年） - 金沢 役
- ダンボールハウスガール（2001年）
- ピンポン（2002年） - 多胡 役
- パルコ フィクション第2話（2002年） - 東大男 役
- ライフ・イズ・ジャーニー（2003年）
- 最も危険な刑事まつり（2003年）
- さよなら、クロ（2003年） - 宮本伸二 役
- 昭和歌謡大全集（2003年） - カトウ 役
- ゼブラーマン（2004年） - 瀬川 役
- 漫☆画太郎SHOW ババアゾーン（2004年） - 生徒A 役
- 隠し剣 鬼の爪（2004年） - 数馬 役
- ローレライ（2005年） - 唐木義高 役
- リンダ リンダ リンダ（2005年） - 響子の兄 役
- ミラクルバナナ（2006年） - 鈴木信夫 役
- female フィーメイル「夜の舌先」（2005年） - 浅山 役
- ラブ サイコ　狂惑のホラー（2006年）
- 武士の一分（2006年） - 加賀山嘉右衛門 役
- 茶々 天涯の貴妃（2007年12月、東映） - 大野治長 役
- 陰日向に咲く（2008年1月） - オタク青年 役
- 母べえ（2008年） - 小宮山 役
- オカルト（2009年） - 近藤太 役
- 十三人の刺客（2010年） - 堀井弥八 役
- 桜田門外ノ変（2010年、東映）
- おとうと（2010年）≥ - 浜村医師 役
- 探偵はBARにいる2 ススキノ大交差点（2013年） - 学生 役
- 超高速!参勤交代（2014年） - 瀬川安右衛門 役
  - 超高速!参勤交代 リターンズ（2016年） - 瀬川安右衛門 役
- ふしぎな岬の物語（2014年） - 山本 役
- 嫌な女（2016年） - 西岡章男 役
- 家族はつらいよ2（2017年） - 工事現場主任 役
- 空飛ぶタイヤ（2018年） - 長岡隆光 役
- パンク侍、斬られて候（2018年） - 長岡主馬 役
- キネマの神様（2021年）
- シャイロックの子供たち（2023年2月17日、松竹） - 高島勲 役

### 舞台
- キレイ 〜神様と待ち合わせした女〜（2000年）※近藤和義名義[4]
- エロスの果て（2001年）
- 春子ブックセンター（2002年）
- ニンゲン御破算（2003年）
- 男子はだまってなさいよ!3（2003年）
- ラブレターズ（2003年）
- ウーマンリブvol.8「轟天vs港カヲル」 〜ドラゴンロック！女たちよ、俺を愛してきれいになあれ〜（2004年）
- イケニエの人（2004年）
- アイスクリームマン（2005年） - 阿部 役
- まとまったお金の唄（2006年）
- ドブの輝き（2007年）
- まどろみ（2008年） - レイジ 役
- 羊と兵隊（2008年） - アマノ 役
- 幸せ最高ありがとうマジで!（2008年） - 曽根功一 役
- R2C2〜サイボーグなのでバンド辞めます!〜（2009年）
- しとやかな獣けだもの（2009年）
- シダの群れ（2010年）
- 母を逃がす（2010年）
- 血の婚礼（2011年）
- ウェルカム・ニッポン（2012年）
- 渋谷・コクーン歌舞伎 第十三弾「天日坊」（2012年）
- 生きちゃってどうすんだ（2012年）
- 祈りと怪物 〜ウィルヴィルの三姉妹〜（2012年）
- 八犬伝（2013年3月 - 4月、シアターコクーン 他）
- 夜の入り口 第2シーズン『酔郷譚』（2013年）
- 花子について（2014年）
- 殺風景（2014年）
- 水の戯れ（2014年）
- 三人姉妹（2015年2月 - 3月、シアターコクーン）
- 日本総合悲劇協会vol.5「不倫探偵〜最期の過ち〜」（2015年5月29日 - 7月5日、下北沢本多劇場 他）
- あぶない刑事にヨロシク（2016年4月14日 - 24日、下北沢本多劇場）[34]
- ゴーゴーボーイズ　ゴーゴーヘブン（2016年7月7日 - 31日、Bunkamura シアターコクーン / 8月4日 - 13日、森ノ宮ピロティホール）
- あたま山心中 〜散ル、散ル、満チル〜（2016年10月12日 - 19日、下北沢 駅前劇場）[35]
- 陥没（2017年）
- すべての四月のために（2017年）
- さらば!あぶない刑事にヨロシク（2018年3月16日 - 4月1日、下北沢本多劇場）[36]
- エレファント・マン THE ELEPHANT MAN（2020年10月27日 - 11月23日、世田谷パブリックシアター）[37]
- シブヤデアイマショウ（2021年4月18日 - 4月25日、シアターコクーン）
- う蝕（2024年2月10日 - 3月16日、シアタートラム 他）[38][39]
- 太鼓たたいて笛ふいて（2024年11月1日 - 12月25日、紀伊國屋サザンシアター TAKASHIMAYA 他）[40]
- 星の降る時（2025年5月10日 - 6月29日、PARCO劇場 他）[41]
- キャプテン・アメイジング（2025年7月 - 8月、シアタートラム 他）[42]
- クワイエットルームにようこそ The Musical」（2026年1月12日 - 2月23日〈予定〉、THEATER MILANO-Za 他）[43][44]

### CM
- ベネッセコーポレーション たまごクラブ・ひよこクラブ・こっこクラブ（2004年 - 2008年）

### オリジナルビデオ
- リボルバー 青い春（2003年） - 三田 役

### ラジオドラマ
- 青春アドベンチャー　オルファクトグラム（2001年10月29日 - 11月9日、NHK-FM）[45]
- 泣きたいときのクスリ2008　第6週「ポン太の話」（2008年12月8日 - 11日、TOKYO FM） - 浅田 役[46]
- FMシアター　お顔（2009年4月18日、NHK-FM）[47]

### その他
- ピタゴラスイッチ 10本アニメ
- わたしが子どもだったころ 小沢昭一編（2008年12月、NHK BShi・2009年12月、NHK総合） - 教師 役
- のんびりゆったり 路線バスの旅 ふたり旅スペシャル「沖縄・宮古島 青森・津軽」（2015年9月、NHK） ※沖縄県宮古島市を松田悟志と共に旅する。
- 深夜食堂 第31話（2016年、Netflix） - 島田 役
- おかあさんといっしょやくめをおえてこのたび自由になりました団（2023年4月~ 、Eテレ）-トイレットペーパーのしんの「しんのすけ」 役